# Motor Cycle Manufacturing Company

Marsh von 1900

Motor Cycle Manufacturing Company war ein US-amerikanischer Hersteller von Motorrädern.

## Unternehmensgeschichte
Die Brüder Marsh gründeten 1900 das Unternehmen. Der Sitz war in Brockton in Massachusetts. Sie begannen mit der Produktion von Motorrädern. Der Markenname lautete Marsh. 1906 endete die Produktion.
1906 kam es zur Fusion mit der Waltham Development Company von Charles Herman Metz zur American Motor Company. Deren Markenname lautete M-M, kurz für Marsh-Metz.

## Motorräder
Für 1900 ist eine Marsh mit einem Einzylindermotor überliefert.
Ein Motorrad von 1902 hatte den Motor oberhalb des Tretlagers eingebaut. Es war ein Einzylindermotor mit 2,625 Zoll Bohrung und 2,75 Zoll Hub. Umgerechnet sind das 66,675 mm Bohrung, 69,85 mm Hub und 244 cm³ Hubraum. Als Leistung waren 2,25 PS angegeben.
Im selben Jahr gab es auch ein Rennmotorrad mit 6 PS Leistung.
Ab 1903 war der Motor tiefer im Rahmen eingebaut.